# Flagge Somalilands
Die heutige Flagge Somalilands wurde am 14. Oktober 1996 von der Nationalversammlung in Hargeysa beschlossen und 1997 eingeführt. Zuvor hatte Somaliland, das am 18. Mai 1991 die Unabhängigkeit von Somalia erklärte, eine andere Flagge verwendet.
Die Flagge besteht aus drei gleich breiten, waagrechten Streifen. Der oberste Streifen ist grün gefärbt. Auf dem Streifen befindet sich in weißer Farbe die Schahāda, das Glaubensbekenntnis des Islam, welches auch auf der Flagge Saudi-Arabiens zu finden ist. Der mittlere, weiße Streifen enthält einen schwarzen Stern, dessen fünf Zacken ähnlich denen des Sterns der Flagge Somalias für die Gebiete stehen, in denen ethnische Somali leben: Britisch-Somaliland bzw. Somaliland, Italienisch-Somaliland bzw. das übrige Somalia, Französisch-Somaliland bzw. Dschibuti, Ogaden bzw. die Somali-Region in Äthiopien und Nordost-Kenia. Der unterste Streifen ist hellrot eingefärbt und symbolisiert das Blut, das im Krieg der Rebellenbewegung SNM gegen die Diktatur Siad Barres 1981–1991 geflossen ist. Die Proportion der Flagge ist 1:2.
Die offizielle Interpretation der einzelnen Flaggenbestandteile lautet: Die grüne Farbe steht für Wohlstand, die weiße für den Frieden sowie das Rot für das Blut der für die Befreiung gefallenen Kriegshelden. Die Schahāda ist Symbol für den Islam, der schwarze Stern für das Ende der Idee eines geeinten Somalia.
In der im Referendum am 31. Mai 2001 angenommenen Verfassung der Republik Somaliland heißt es zur Flagge:

## Ehemalige Flaggen

Die alte Flagge Somalilands (1991–1996)

Zwischen der Unabhängigkeitsproklamation 1991 und der Einführung der derzeitigen Flagge 1996 war eine andere Flagge in Gebrauch. Sie bestand aus einem weißen Feld mit einem grünen Kreis in der Mitte, um den herum in schwarzer Schrift die Schahāda stand.
Zu Zeiten des Kolonialgebiets Britisch-Somaliland waren 1903–1950 und 1950–1960 zwei weitere, verschiedene Flaggen in Gebrauch.